# François Charles de Bourlamaque
François Charles de Bourlamaque (1716, em Coutevroult – 24 de junho de 1764, em Basse-Terre) foi um general francês do século XVIII. Membro da Familia Burlamacchi italiana que na França se tornou Burlamaqui e Bourlamaque. Teve uma carreira militar distinta, começando como engenheiro militar, passando por capitão assistente, coronel de infantaria, comandante de infantaria, general de brigada, major-general, comandante da Ordem Real e Militar de São Luís, e, finalmente, governou Guadalupe.

## Biografia
Alistado em 1739 no regimento Dauphin como voluntário, François Charles de Bourlamaque ascendeu rapidamente na hierarquia militar, alcançando o posto de capitão assistente durante a Guerra da Sucessão Austríaca. Ele também teve um papel ativo na Batalha de Fontenoy.
Em 14 de abril de 1749, François Charles de Bourlamaque tornou-se senhor de Coutevroult e, no mesmo ano, lançou a primeira pedra da atual igreja local.
Em 1756, François Charles de Bourlamaque foi nomeado coronel de infantaria, embarcando em Brest a bordo do La Sirène e chegando ao Canadá em 15 de maio daquele ano, tornando-se o terceiro em comando, logo após Louis-Joseph de Montcalm. Foi condecorado com a Ordem Real e Militar de São Luís e passou a comandar o Regimento da Rainha. Em 1757, foi designado comandante da região do Lago Champlain. Em 1758, implementou uma defesa eficaz com recursos limitados e conseguiu bloquear o avanço inimigo. Ele participou das batalhas nos fortes de Ontário (Forte Frontenac, Forte Niagara) e foi ferido na Batalha de Fort Oswego, ao sul do Lago Champlain. Na Batalha de Fort Carillon, também em 1758, sofreu outro ferimento. Mais tarde, participou da Batalha de Sainte-Foy, em 28 de abril de 1760, onde foi novamente ferido. Estava em Montreal quando a cidade se rendeu em 8 de setembro do mesmo ano e, após isso, teve que retornar à França.
Tornando-se marechal de campo em 1762, François Charles de Bourlamaque conduziu a evacuação dos ingleses de Guadalupe em junho de 1763, que foi devolvida à França após o Tratado de Paris. Ele tomou posse de Port-Louis em 4 de julho e, no dia seguinte, de Fort de la Basse-Terre, em 5 de julho. Nomeado governador de Guadalupe, ele defendeu a importância da Nova França e escreveu um livro de memórias para apoiá-la. Ele faleceu em Guadalupe no dia 24 de junho de 1764, vítima de febre.
Ele foi enterrado na igreja de Notre-Dame du Mont-Carmel, em Basse-Terre.

## Homenagens
- A cidade de Bourlamaque, em Quebec, foi nomeada em sua homenagem.
- A Avenida Bourlamaque foi nomeada em sua homenagem por volta de 1910 na Cidade de Quebec.

## Familia
Ele era descendente de uma antiga família patrícia de Lucca, os Burlamacchi, cujo sobrenome era afrancesado para Burlamaqui ou Bourlamaque.
Parente do Mártir Francesco Burlamacchi, o seu bisavô, Salvatore, banqueiro em Lucca, Amsterdã e Lyon, nasceu em 9 de novembro de 1602, em Lucca, e casou-se com Marguerite de Lumagne, filha do banqueiro Jean André Lumague e irmã de Marie Lumague. Em 1633, Salvatore recebeu cartas de naturalização. Seu avô, François, foi pajem de Luís XIV e, em 1673, casou-se com Marie Picot, filha de Jacques, senhor de Vivier e Motte de Coutevroult, mordomo comum do rei. Seu pai, Jean François, capitão do regimento Dauphin, faleceu em junho de 1734 durante a Batalha de Parma. Sua mãe, Claude Gatian, era filha de um conselheiro e mestre de pedidos do Parlamento de Paris. Sua tia paterna, Catherine Isidore de Bourlamaque, foi abadessa da abadia de Pont-aux-Dames de 1727 até sua morte em 1752.